# Spannmittel

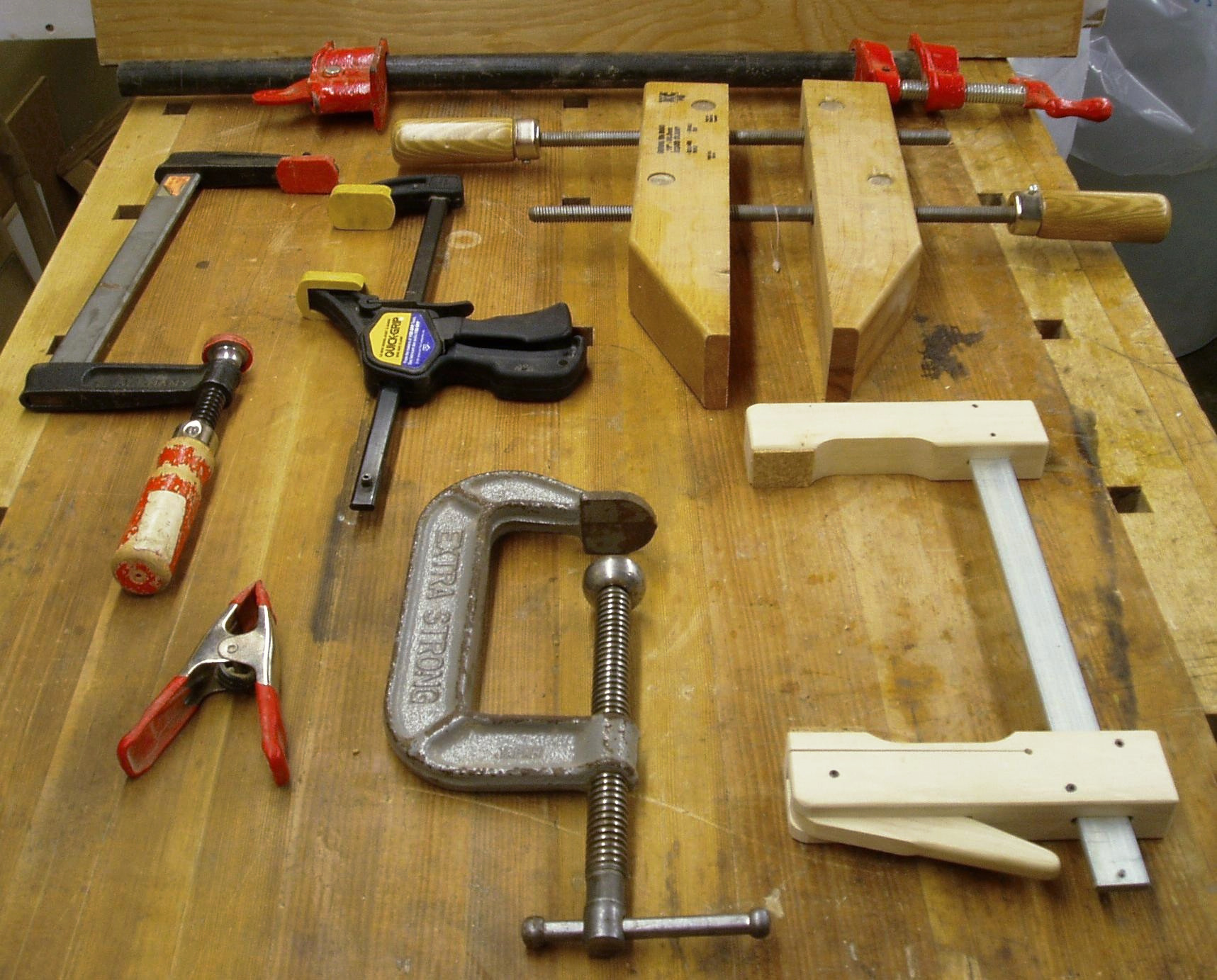
Verschiedene Zwingen

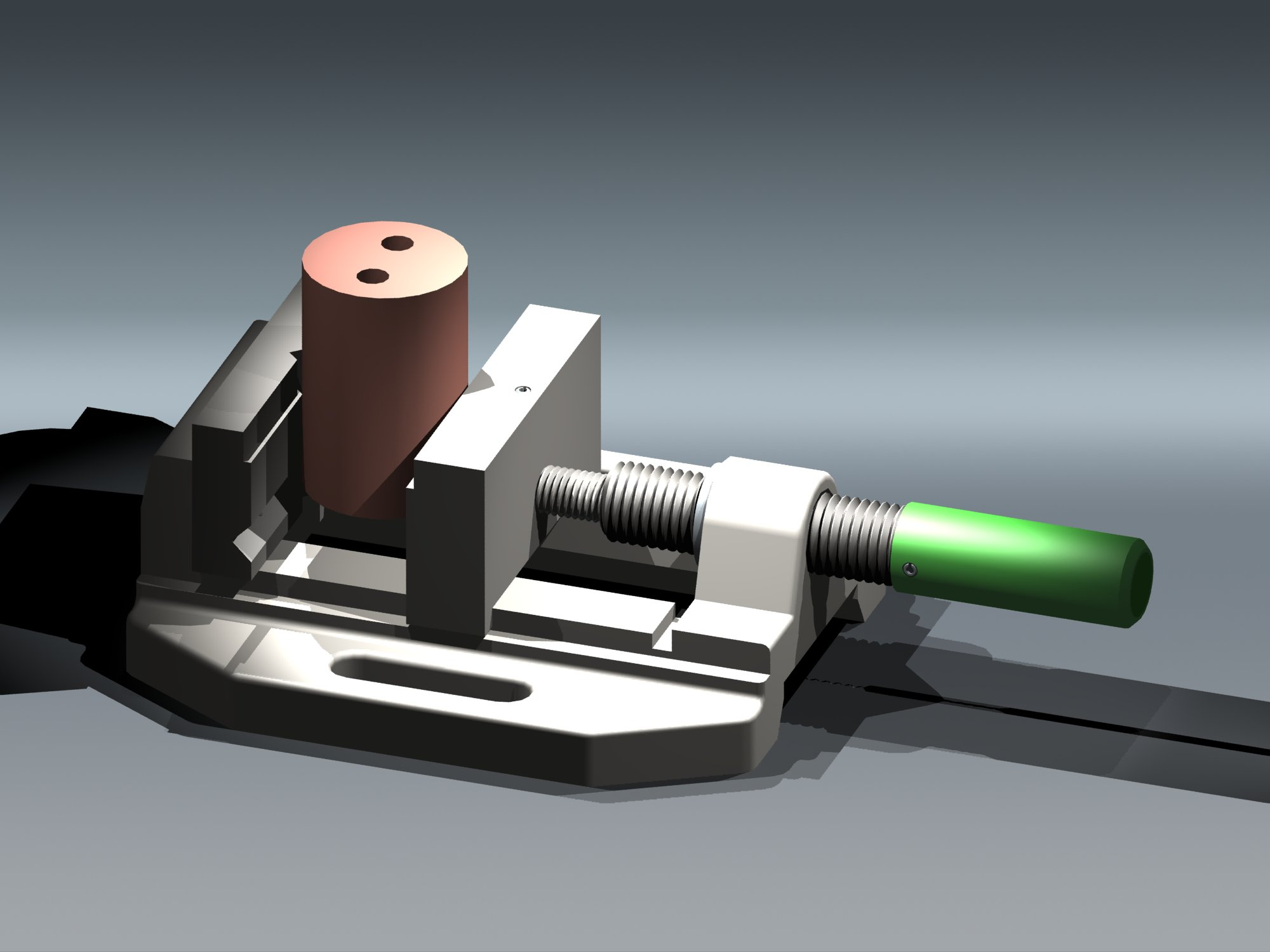
Maschinenschraubstock

Als Spannmittel werden in der Fertigungstechnik Vorrichtungen zum Fixieren (spannen, ein- oder festspannen) eines Werkstückes oder Werkzeuges während des Bearbeitungsprozesses bezeichnet.
Dazu gehören:
- Schraubstock, Dritte Hand
- Aufspannwinkel, Magnetischer Winkelfixierer
- Spannfutter (etwa an Bohr- und Drehmaschinen), Spanndorne, Spannzangen
- Zwingen (Schraubzwinge, Rohr-Schraubzwinge, Klemmzwinge oder Leimzwinge, Federzwinge)
- Spanngurt, Kabelbinder, Gummiband

Je nach Art des Fertigungsverfahrens, Anforderungen an Genauigkeit sowie Form, Größe, Werkstoff und Stückzahl eines Werkstücks kommen verschiedenste Spannmittel zum Einsatz. Das Spektrum reicht von einfachen mechanisch betätigten Kniehebelspannern bis hin zu Magnetspannplatten mit beweglichen Magnetpolen für die Komplettbearbeitung ferromagnetischer Werkstücke. Die Betätigung kann sowohl manuell als auch computergesteuert erfolgen und die Kraftübertragung mechanisch, magnetisch, pneumatisch oder hydraulisch.